# アリレーザー
アリレーザー (Arrilaser} は、アーノルド&リヒター (ARRI) が生産するデジタルフィルム・レコーダーで、コンピューターでデジタル映像のファイルを編集後、銀塩フィルム上に記録する。
2000年代では大部分の映画館の映写機が従来のフィルム式である現状をふまえ、映写機がデジタル式に更新されるまで過渡的に使用されている。ファイルは高速のギガビットイーサネットで装置に転送される。アリレーザーは3色（光の3原色である赤、緑、青）の半導体レーザーを光源として使用することによって、大幅に経費を削減させた。
競合機の筆頭は、セルコ社のFURYを基にした記録装置である。2006年12月時点で、およそ200台のアリレーザーが世界中で稼動している。テクニカラーが24台、キャピタルFXがアメリカ以外の国ではヨーロッパで6台、イギリスで24台運用している。
2002年、アリレーザーの製造会社は"科学と芸術賞"（オスカーアカデミー賞）をハリウッドの"Academy of Motion Pictures, Arts and Sciences" （映画芸術科学アカデミー）から贈られた。アリレーザー・フィルムレコーダーはコンパクトで使いやすく、整備が少なくて済み、画質が良いという高水準の技術の成果を実証した。